# Danh sách vườn quốc gia tại Croatia
Croatia có tổng cộng 444 khu vực tự nhiên được bảo vệ, chiếm 9% diện tích cả nước. Trong số đó, có 8 vườn quốc gia, 2 khu bảo tồn thiên nhiên nghiêm ngặt và 11 công viên tự nhiên. Khu vực được bảo vệ nổi tiếng nhất và là vườn quốc gia lâu đời nhất ở Croatia là Vườn quốc gia hồ Plitvice, đồng thời là một Di sản thế giới của UNESCO. Ngoài ra, Paklenica và Bắc Velebit cũng là hai vườn quốc gia được thêm vào năm 2017 như là một phần của Di sản thế giới Các khu rừng sồi nguyên sinh trên dãy Carpath và các khu vực khác của châu Âu. Công viên tự nhiên Velebit là một phần của Chương trình Con người và Sinh quyển. Các khu bảo tồn nghiêm ngặt và đặc biệt, cũng như các vườn quốc gia và công viên tự nhiên được quản lý và bảo vệ bởi chính quyền quốc gia, trong khi các khu vực được bảo vệ khác được quản lý bởi các chính quyền các hạt. Năm 2005, Mạng lưới sinh thái quốc gia đã được thiết lập, là bước đầu tiên để chuẩn bị cho việc gia nhập EU và gia nhập mạng lưới Natura 2000.
Tổng diện tích của các vườn quốc gia là 994 km2 (384 dặm vuông Anh), trong đó có 235 km2 (91 dặm vuông Anh) là diện tích mặt biển. Mỗi vườn quốc gia được duy trì bởi một tổ chức riêng biệt, được giám sát và tài trợ bởi Bộ Bảo tồn Thiên nhiên và Phát triển Không gian của Chính phủ. Viện Nhà nước về Bảo vệ Thiên nhiên có trách nhiệm tập trung giám sát và cung cấp chuyên môn với mục đích đảm bảo duy trì và tăng cường bảo tồn thiên nhiên ở Croatia.

## Danh sách

### Vườn quốc gia
Dưới đây là danh sách 8 vườn quốc gia ở Croatia.
| # | Tên                            | Hình ảnh | Diện tích                       | Website                                 | Năm thành lập |
| - | ------------------------------ | -------- | ------------------------------- | --------------------------------------- | ------------- |
| 1 | Vườn quốc gia hồ Plitvice      |          | 296,9 km2 (114,6 dặm vuông Anh) | www.np-plitvicka-jezera.hr              | 1949          |
| 2 | Vườn quốc gia Paklenica        |          | 95 km2 (37 dặm vuông Anh)       | www.paklenica.hr                        | 1949          |
| 3 | Vườn quốc gia Risnjak          |          | 63,5 km2 (24,5 dặm vuông Anh)   | risnjak.hr                              | 1953          |
| 4 | Vườn quốc gia Mljet            |          | 5,4 km2 (2,1 dặm vuông Anh)     | www.np-mljet.hr                         | 1960          |
| 5 | Vườn quốc gia Quần đảo Kornati |          | 217 km2 (84 dặm vuông Anh)      | www.np-kornati.hr/en/ www.np-kornati.hr | 1980          |
| 6 | Vườn quốc gia Quần đảo Brijuni |          | 33,9 km2 (13,1 dặm vuông Anh)   | www.brijuni.hr                          | 1983          |
| 7 | Vườn quốc gia Krka             |          | 109 km2 (42 dặm vuông Anh)      | www.npkrka.hr                           | 1985          |
| 8 | Vườn quốc gia Bắc Velebit      |          | 109 km2 (42 dặm vuông Anh)      | www.np-sjeverni-velebit.hr              | 1999          |

### Công viên tự nhiên
| #   | Tên                         | Hình ảnh                          | Năm thành lập | Website                 |
| --- | --------------------------- | --------------------------------- | ------------- | ----------------------- |
| 1.  | Kopački Rit                 |                                   | 1967          | www.kopacki-rit.com     |
| 2.  | Papuk                       |                                   | 1999          | www.pp-papuk.hr         |
| 3.  | Lonjsko Polje               |                                   | 1990          | www.pp-lonjsko-polje.hr |
| 4.  | Medvednica                  |                                   | 1981          | www.pp-medvednica.hr    |
| 5.  | Dãy núi Žumberak-Samoborsko |                                   | 1999          | www.park-zumberak.hr    |
| 6.  | Učka                        |                                   | 1999          | www.pp-ucka.hr          |
| 7.  | Velebit                     |                                   | 1981          | www.pp-velebit.hr       |
| 8.  | Hồ Vrana                    |                                   | 1999          | vransko-jezero.hr/cms/  |
| 9.  | Telašćica                   |                                   | 1988          | www.telascica.hr        |
| 10. | Biokovo                     |                                   | 1981          | www.biokovo.com         |
| 11. | Đảo Lastovsko               | Tập tin:Lake in Skrivena Luka.jpg | 2006          | pp-lastovo.hr           |